# Дункай, Иван Иванович
Иван Иванович Дункай (23 февраля 1952, село Сяин, Приморский край ― 3 сентября 2017, Уссурийск, Приморский край) ― советский и российский удэгейский художник, живописец и график, книжный иллюстратор. Заслуженный художник Российской Федерации (2007).

## Биография
Родился в 1952 году в Приморье в семье промыслового охотника. В 1974 году завершил обучение на живописном факультете Дальневосточного педагогического института искусств во Владивостоке по мастерской профессора К. И. Шебеко. Служил в рядах Советской армии в морской пехоте.
В 1974 году был удостоен республиканской премии по удэгейскому орнаменту в городе Улан-Удэ. В 1996 года стал членом Союза художников России. Провёл более 20 персональных выставок. В 2002 году Дункай стал лауреатом премии имени В.К. Арсеньева за художественное воплощение образа В.К. Арсеньева, народа удэге и Уссурийской тайги. В 2004 году был удостоен почётного знака Министерства культуры Российской Федерации «За достижения в культуре».
Произведения И. И. Дункая хранятся во многих музеях России, а ранее также экспонировались в Москве, Улан-Удэ, Владивостоке, Находке, Уссурийске, Хабаровске, Пекине, Харбине, Муданьцзяне, Сеуле и Пусане.
Скончался 3 сентября 2017 года.